# Zona 103 - En vivo Radio Nacional
Zona 103 - En vivo Radio Nacional es un disco de la banda de rock peruana Leusemia grabado en vivo durante una presentación en el programa radial Zona 103 de Juan Carlos Guerrero.
Este disco marcó la primera vez que una banda de rock subterráneo fue difundida por una radio peruana a nivel nacional. Esto sucedió gracias a la decisión de la entonces gerencia y dirección de Radio Nacional del Perú, que rompió el mito de que la radioemisora estatal solo debía tocar "música folclórica peruana", sin tomar en cuenta la producción musical de los jóvenes peruanos. A esta presentación le siguieron otros grupos de rock peruanos a los que las emisoras les cerraban las puertas al no considerarlos "comerciales".

## Canciones
| N.º | Título                                           | Duración |  |
| 1.  | «Introducción»                                   | 0:42     |  |
| 2.  | «Instantes Eternos»                              | 5:09     |  |
| 3.  | «El Asesino de la Ilusión»                       | 4:06     |  |
| 4.  | «Yo Pienso en Ti» (cover de Fernando Ubiergo)    | 4:11     |  |
| 5.  | «El Espejismo De Los Sentenciados»               | 1:03     |  |
| 6.  | «Gatos de Bronce»                                | 2:21     |  |
| 7.  | «Me Conformé»                                    | 2:51     |  |
| 8.  | «De Cartón Piedra» (cover de Joan Manuel Serrat) | 8:36     |  |
| 9.  | «Dunas de Sal»                                   | 7:28     |  |
| 10. | «Don Pedro Marmaja»                              | 2:42     |  |
| 11. | «Eclipse en la Corte de los Cuentos Desolados»   | 12:22    |  |
| 12. | «Al Colegio No Voy Más»                          | 2:19     |  |
| 13. | «Por las sendas del pastel»                      | 0:47     |  |
| 14. | «Demolición» (cover de Los Saicos)               | 1:33     |  |

- Datos: Q2882041